# Oribotritia gigas
Oribotritia gigas är en kvalsterart som beskrevs av Bayoumi och Sandór Mahunka 1979. Oribotritia gigas ingår i släktet Oribotritia och familjen Oribotritiidae. Inga underarter finns listade i Catalogue of Life.